# 美国音乐公司
美国音乐公司前称为環球音樂集團納什維爾（英語：Universal Music Group Nashville）是環球音樂集團旗下的鄉村音樂子公司。該公司不僅旗下有MCA納什維爾唱片、水星納什維爾唱片、迷失公路唱片、國會唱片納什維爾和EMI唱片納什維爾等廠牌，同時還負責管理包括環球音樂及環球音樂集團所收購的ABC唱片、迪卡唱片、圓點唱片、夢工廠唱片、卡普唱片、米高梅唱片和寶麗多唱片等公司音樂目錄裡的鄉村音樂。

环球音乐集团纳什维尔更名前的标志

2025年4月25日，环球音乐集团的纳什维尔分公司正式更名为美国音乐公司（Music Corporation of America，简称MCA），这标志着环球音乐集团的前身母公司MCA公司（1924年至1996年）及其子公司MCA唱片公司以及环球影业的前身母公司MCA公司（1962年至1996年）及其剧场工作室（Revue Studios）/环球电视部门重新使用这一名称。

## 合資廠牌

### 博偉唱片
博偉唱片（Buena Vista Records）成立於2017年4月，它是環球音樂集團納什維爾與迪士尼音樂集團的合作夥伴。

## 外部連接
- 官方网站